# NGC 4409
NGC 4409 (ook: NGC 4420) is een balkspiraalstelsel van het type SBbc in het sterrenbeeld Maagd. Het hemelobject werd op 24 januari 1784 ontdekt door de Duits-Britse astronoom William Herschel. Het stelsel behoort tot de M61 groep, dat op zijn beurt weer tot het Virgocluster behoort.

## Synoniemen
- IRAS 12244+0246
- UGC 7549
- ZWG 42.106
- MCG 1-32-64
- VCC 957
- PGC 40775